# Alpis Pœnina
L'Alpis Pœnina est le nom de la voie romaine partant d'Aoste, l'ancienne Augusta Prætoria Salassorum, en bifurquant de la voie Alpis Graia, et en passant par le col du Grand-Saint-Bernard. La route d'Aoste jusqu'au col, qui était appelé Summus Pœninus à l'époque romaine, suit le tracé de l'actuelle route nationale 27 du Grand-Saint-Bernard.
La voie sortait de la ville romaine en direction du nord par la porta principalis sinistra. 